# 大阪市立上町中学校
大阪市立上町中学校（おおさかしりつ うえまちちゅうがっこう、英称：Osaka Uemachi Junior High School）は、大阪府大阪市中央区に所在する市立中学校である。愛称は「上中」（うえちゅう）。

## 概要
1952年に開校した。校名の「上町」は、上町台地のほぼ中央に立地していることに由来する。学校敷地は、かつての大阪市立盲学校の跡地にもあたる。

## 沿革
当時の南区で2番目の中学校として、1952年に開校した。
開校以前は、南区には南中学校1校のみが設置され区全域を校区としていた。南中学校は区の西端にあったため、区の東部からの通学が不便であったり、交通安全の面で不安があるなど保護者の声が出されていた。
また、それらに加えて当時ベビーブームによって児童が増加していたことで、将来的には南中学校単体では生徒を収容できなくなるという危惧が出されたこともあり、区の東部に中学校を新設してほしいという要望が出された。
住民の要望を受け、他の場所に移転した当時の大阪市立盲学校の跡地を転用して学校を建設した。学校建設の際、隣接していた私有地を買い取って中学校敷地に加えている。
開校当初は南区塩町通1丁目の渥美小学校の校舎（現在の中央区南船場1丁目・大阪市立南高等学校グラウンド部分）を仮校舎としたが、同年6月に現在地に校舎が完成している。

### 年表
- 1952年2月3日 - 南区義務教育振興協議会が、新中学校の発足を決議。
- 1952年3月24日 - 大阪市立上町中学校の校名が決定される。
- 1952年4月1日 - 大阪市立上町中学校として開校。旧渥美小学校を仮校舎とする。
- 1952年4月7日 - 開校式・入学式を実施。2年生が南中学校より移籍する。
- 1952年6月16日 - 南区南桃谷町11番地（現在地・当時の住所表示）へ移転。
- 1952年6月18日 - 移転祝賀記念式典を実施。この日を創立記念日とする。
- 1953年4月6日 - 大阪市立道仁小学校[注釈 3]内に分校を開設する。
- 1954年4月2日 - 大阪市教育委員会から、図書館教育および産業教育の研究校に指定される。
- 1958年4月1日 - 道仁小学校内の分校を廃止する。
- 1966年4月7日 - 大阪市教育委員会から、数学の研究実験校に指定される。
- 1981年11月19日 - 保健体育の研究指導で、日本学校体育研究連合会より表彰を受ける。
- 2001年：旧校舎解体、現在の校舎が完成する。

## 通学区域
- 大阪市立中央小学校の通学区域。
  - 大阪市中央区 安堂寺町・上本町西・谷町6-9丁目・松屋町・東平・上汐・瓦屋町・中寺・高津（1・2丁目の一部）。

## 交通
- Osaka Metro谷町線・長堀鶴見緑地線 谷町六丁目駅より南東へ約300m。（徒歩3分）
- Osaka Metro谷町線・千日前線 谷町九丁目駅より北東へ約900m。（徒歩10分）
- 近鉄大阪線・奈良線 大阪上本町駅より北東へ約1.5 km。（徒歩15分）